# Višegradski ugovor
Višegradski ugovor je dokumentirani privilegij hrvatsko-ugarskog kralja Ludovika I. Anžuvinca Dubrovniku (dubrovačkoj komuni), izdan u Višegradu 27. svibnja 1358. godine. Jedan je od najvažnijih dokumenata dubrovačke povijesti.
Zadarskim mirom od 18. veljače 1358. Ludovik I. prisilio je Mletačku Republiku da se odrekne posjeda cijelog dalmatinskog kopna i svih otoka od Kvarnera do Drača. Tako je Dubrovnik postao dijelom ugarskog kraljevstva i ušao u političku zajednicu s hrvatskim zemljama. Višegradskim ugovorom određen je odnos između Dubrovnika i ugarskog kraljevstva. Kralj Ludovik je Dubrovniku dao zaštitu i povlašteni položaj među dalmatinskim gradovima i time gradu omogućio samostalan razvitak. Dubrovačka je obveza bila primiti sve one obveze koje je do tada imala prema Mlečanima. Odnosi, utvrđeni Višegradskim ugovorom, bili su velik korak naprijed prema potpunoj samostalnosti Dubrovnika. Od 1358. godine Dubrovnik je u stvari postao posve autonoman, pod nominalnom vlašću ugarskih kraljeva.

## Poveznice
- Dubrovačka Republika